# 迪特尔·吉泽勒
迪特尔·吉泽勒（德語：Dieter Gieseler，1941年1月10日—2008年2月8日），德国男子自行车运动员。他曾代表德国联队参加1960年夏季奥林匹克运动会自行车比赛，获得男子1公里计时赛银牌。